# Liste der Schweizer Meister im Curling
Die Liste der Schweizer Meister im Curling listet alle Vereine und deren Mannschaftsmitglieder auf, die seit 1943 die Schweizer Meisterschaft im Curling gewonnen haben (ohne Mixed)
| Jahr | Männer                  | Männer | Frauen                  | Frauen |
| ---- | ----------------------- | --- | ----------------------- | --- |
| 1943 | CC Adelboden            | Eduard Nikles, Karl Geiger, Christian Aellig, Skip Gilgian Aellig                                                 | nicht ausgetragen       | nicht ausgetragen |
| 1944 | CC Bern                 | Hans Meyer, Anton Küng, Heinz Blaser, Skip Hans Grossenbacher                                                     | nicht ausgetragen       | nicht ausgetragen |
| 1945 | CC St. Moritz-Engiadina | Hans Clavadätscher, Walter Märky, Narcisso Vedove, Skip Paul Lareida                                              | nicht ausgetragen       | nicht ausgetragen |
| 1946 | CC Kandersteg           | Karl Glatthard, Ernst Zwygart, Julius Wunderli, Skip Hans Trog                                                    | nicht ausgetragen       | nicht ausgetragen |
| 1947 | CC Saanenmöser          | Skip Rudolf Wehren, Robert Wehren, Jakob Schmid, Fritz Jutzeler                                                   | nicht ausgetragen       | nicht ausgetragen |
| 1948 | CC Saanenmöser          | Skip Rudolf Wehren, Robert Wehren, Jakob Schmid, Fritz Jutzeler                                                   | nicht ausgetragen       | nicht ausgetragen |
| 1949 | CC Saanenmöser          | Skip Rudolf Wehren, Robert Wehren, Jakob Schmid, Fritz Jutzeler                                                   | nicht ausgetragen       | nicht ausgetragen |
| 1950 | CC Kleine Scheidegg     | Theo Kestenholz, Alfred Kohler, Beny Konzett, Skip Martin Hofmann                                                 | nicht ausgetragen       | nicht ausgetragen |
| 1951 | CC Zermatt              | Alfons Biner, Karl Bayard, Hermann Truffer, Skip Theo Welschen                                                    | nicht ausgetragen       | nicht ausgetragen |
| 1952 | CC Grindelwald          | Willy Stämpfli, Emil Bollmann, Theo R. Michel, Skip Beny Konzett                                                  | nicht ausgetragen       | nicht ausgetragen |
| 1953 | Grindelwald Swiss CC    | Toni Anneler, Emil Steuri Jun., Ernst Schudel, Skip Ernst Steuri                                                  | nicht ausgetragen       | nicht ausgetragen |
| 1954 | CC Jungfrau Wengen      | Skip Fritz Gertsch, Peter Lehmann, Oskar Tagmann, Edwin Bühlmann                                                  | nicht ausgetragen       | nicht ausgetragen |
| 1955 | CC Bern-City            | Hans Glatthard, Willi Stücker, Achille Siegrist, Skip Franz Blaser                                                | nicht ausgetragen       | nicht ausgetragen |
| 1956 | CC Samedan              | Georg Brunold, Peter Michael, Andrea Donatz, Skip Curdin Clavuot                                                  | nicht ausgetragen       | nicht ausgetragen |
| 1957 | CC Adelboden            | Willy Spiess, Adolf Osterwalder, Albert Germann, Skip Eduard Nikles                                               | nicht ausgetragen       | nicht ausgetragen |
| 1958 | CC St. Moritz-Surlej    | Ermo Pozzi, Bruno Marconi, Liesel Märky, Skip Robert Kohler                                                       | nicht ausgetragen       | nicht ausgetragen |
| 1959 | CC Montreux-Caux        | Skip Narcisse Spozio, Gérard Ganty, Fritz Würgler, Ferdinand Savary                                               | nicht ausgetragen       | nicht ausgetragen |
| 1960 | CC Zermatt              | Alfons Biner, Karl Bayard, Hermann Truffer, Skip Theo Welschen                                                    | nicht ausgetragen       | nicht ausgetragen |
| 1961 | CC Zermatt              | Alfons Biner, Karl Bayard, Hermann Truffer, Skip Theo Welschen                                                    | nicht ausgetragen       | nicht ausgetragen |
| 1962 | CC Rigi-Kaltbad         | Alois Zimmermann, Georg Rageth, Franz Zimmermann, Skip Gerold Keller                                              | nicht ausgetragen       | nicht ausgetragen |
| 1963 | CC Rigi-Kaltbad         | Franz Gernet, Alois Zimmermann, Franz Zimmermann, Skip Gerold Keller                                              | nicht ausgetragen       | nicht ausgetragen |
| 1964 | CC Rigi-Kaltbad         | Alois Zimmermann, Walter Eleganti, Franz Zimmermann, Skip Gerold Keller                                           | CC Zürich-Damen         | Hedi Waser, Berteli Rüedi, Erna Mitchell-Steuri, Skip Heidi Dimtza-Steuri                                               |
| 1965 | CC Zermatt              | Alfons Biner, Karl Bayard, Hermann Truffer, Skip Theo Welschen                                                    | Davos Village CC        | Trudi Gloor, Ruth Stauffer, Berthli Marti, Skip Thea Weiss                                                              |
| 1966 | CC Rigi-Kaltbad         | Wolf Lennartz, Walter Eleganti, Aloïs Zimmermann, Skip Paul Kundert                                               | Damen CC Grindelwald    | Charlotte Urban, Manon Schudel, Klara Lauener, Skip Annemarie Steuri                                                    |
| 1967 | CC Thun                 | Willy Balmer, Peter Staudenmann, Ueli Stauffer, Skip Franz Marti                                                  | CC Schaffhausen         | Kathrin Anhoeck, Hildi Kämpf, Skip Marianne Oechslin, Rita Rampinelli                                                   |
| 1968 | CC Thun                 | Rudolf Rütti, Peter Staudenmann, Ueli Stauffer, Skip Franz Marti                                                  | CC Arosa Damen          | Heidy Stäger, Erika Müller, Vreny Schütz, Skip Edith Bornstein                                                          |
| 1969 | CC Ysfäger Basel        | Skip Fred Theurillat, Marcel Welten, Gottlieb Sutter, Michael Theurillat                                          | CC Schaffhausen         | Kathrin Anhoeck, Hildi Kämpf, Skip Marianne Oechslin, Rita Rampinelli                                                   |
| 1970 | CC Ysfäger Basel        | Skip Fred Theurillat, Roger Blatter, Marcel Welten, Michael Theurillat                                            | CC Schaffhausen         | Kathrin Anhoeck, Hildi Kämpf, Skip Marianne Oechslin, Rita Rampinelli                                                   |
| 1971 | CC Zug                  | Hans-Ruedi Werren, Jakob Kluser, Werner Oswald, Skip Cesare Canepa                                                | Grindelwald Swiss CC    | Hildi Hunziker, Skip Heidi Dimtza-Steuri, Erna Mitchell-Steuri, Trudy Affentranger                                      |
| 1972 | CC Dübendorf            | Ernst Bosshard, Skip Peter Attinger sen., Bernhard Attinger, Peter Attinger jun.                                  | CC Arosa Damen          | Sonja Rohrer, Dora Loosli, Erika Müller, Skip Vreny Schütz                                                              |
| 1973 | CC Zug                  | Hans-Ruedi Werren, Rolph Oswald, Cesare Canepa, Skip Werner Oswald                                                | CC Montana-Vermala      | Musy Schmidhalter, Cathy Perrig, Liliane Crosa, Skip Anita Viscolo                                                      |
| 1974 | CC Dübendorf            | Jürg Geiler, Mattias Neuenschwander, Bernhard Attinger, Skip Peter Attinger                                       | CC Weggis               | Liselotte Schriber, Madelaine Buffoni, Yvonne Würth, Skip Berty Schriber                                                |
| 1975 | Crystal CC Zürich       | Ueli Mülli, Rolf Gautschi, Roland Schneider, Skip Otto Danieli                                                    | CC Weggis               | Liselotte Schriber, Madelaine Buffoni, Marcelle Muheim, Skip Berty Schriber                                             |
| 1976 | CC Olten                | Robert Stettler, Martin Plüss, Martin Sägesser, Skip Adolf Aerni                                                  | CC Küsnacht             | Melanie Bischof, Regula Suter, Mengia Baumgartner, Skip Ulrica Baer                                                     |
| 1977 | CC Scuol-Tarasp         | Werner Bundi, Jon Corradin, Marcus Florinett, Skip Jon Carl Rizzi                                                 | CC Bern City Damen      | Nelly Moser, Ebe Beyeler, Romy Steffen, Skip Nicole Zloczower                                                           |
| 1978 | CC Bern Zähringer       | Kurt Schneider, René Collioud, Roland Schneider, Skip Fredy Collioud                                              | CC Dübendorf            | Evi Rüegsegger, Brigitte Kienast, Dorli Broger, Skip Heidi Attinger                                                     |
| 1979 | CC Dübendorf            | Ruedi Attinger, Mattias Neuenschwander, Bernhard Attinger, Skip Peter Attinger                                    | CC Albeina Basel        | Rosy Manger, Linda Thommen, Betty Bourquin, Skip Gaby Casanova                                                          |
| 1980 | CC Lausanne Riviera     | Patrik Lörtscher, Franz Tanner, Jürg Hornisberger, Skip Jürg Tanner                                               | CC Lausanne Beau Rivage | Marianne Uhlmann, Cécile Blanvillain, Marie-Louise Favre, Skip Gaby Charrière                                           |
| 1981 | CC Lausanne Riviera     | Franz Tanner, Patrik Lörtscher, Jürg Hornisberger, Skip Jürg Tanner                                               | CC Bern Damen           | Katrin Peterhans, Ursula Schlapbach, Irene Bürgi, Skip Susann Schlapbach                                                |
| 1982 | CC Lausanne Riviera     | Franz Tanner, Patrik Lörtscher, Jürg Hornisberger, Skip Jürg Tanner                                               | CC Bern Egghölzli       | Cristina Wirz, Nicole Oetliker, Barbara Meyer, Skip Erika Müller                                                        |
| 1983 | CC Bern Wildstrubel     | Daniel Wyser, Jürg Studer, Urs Studer, Skip Bruno Binggeli                                                        | CC Bern Egghölzli       | Cristina Wirz, Barbara Meier, Barbara Meyer, Skip Erika Müller                                                          |
| 1984 | CC Dübendorf            | Kurt Attinger, Werner Attinger, Bernhard Attinger, Skip Peter Attinger                                            | CC Wetzikon             | Evi Rüegsegger, Erika Frewein, Irene Bürgi, Skip Brigitte Kienast                                                       |
| 1985 | CC Olten                | Mario Flückiger, Rolf Walser, Silvano Flückiger, Skip Markus Känzig                                               | CC Bern Egghölzli       | Franziska Jöhr, Barbara Meier, Barbara Meyer, Skip Erika Müller                                                         |
| 1986 | CC Lausanne Ouchy       | Mario Gross, Patrik Lörtscher, Patrick Hürlimann, Skip Jürg Tanner                                                | CC Bern Egghölzli       | Cristina Lestander, Barbara Meier, Irene Bürgi, Skip Erika Müller                                                       |
| 1987 | CC Stäfa                | Fritz Luchsinger, Daniel Streiff, Thomas Grendelmeier, Skip Felix Luchsinger                                      | CC Winterthur           | Caroline Rück, Beatrice Frei, Gisela Peter, Skip Marianne Flotron                                                       |
| 1988 | CC Kloten               | Richard Mähr, Michael Lips, Beat Stephan, Skip Daniel Model                                                       | CC Wetzikon             | Regula Rüegg, Susanne Luchsinger, Brigitte Kienast de David, Skip Erika Müller                                          |
| 1989 | CC Lausanne Olympique   | Mario Gross, Patrik Loertscher, Andreas Hänni, Skip Patrick Hürlimann                                             | CC Bern Egghölzli       | Kathrin Peterhans, Ingrid Thulin, Barbara Meier, Skip Cristina Lestander                                                |
| 1990 | CC Kloten               | Lukas Fankhauser, Marc Brügger, Beat Stephan, Skip Daniel Model                                                   | CC Uitikon Waldegg      | Karin Leutenegger, Marianne Gutknecht, Gisela Peter, Skip Brigitte Leutenegger                                          |
| 1991 | CC Touring Biel-Bienne  | Björn Schröder, Stefan Hofer, Frédéric Jean, Skip Markus Eggler                                                   | CC Zug                  | Corinne Anneler, Jutta Tanner, Claudia Bärtschi, Skip Janet Hürlimann                                                   |
| 1992 | CC Touring Biel-Bienne  | Björn Schröder, Stefan Hofer, Frédéric Jean, Skip Markus Eggler                                                   | CC Lausanne Olympique   | Sandrine Mercier, Laurence Bidaud, Angela Lutz, Skip Janet Hürlimann                                                    |
| 1993 | CC Winterthur           | Simon Roth, Peter Grendelmeier, Jens Piesbergen, Skip Dieter Wüest                                                | CC Lausanne Olympique   | Sandrine Mercier, Laurence Bidaud, Angela Lutz, Skip Janet Hürlimann                                                    |
| 1994 | CC Touring Biel-Bienne  | Björn Schröder, Stefan Hofer, Frédéric Jean, Skip Markus Eggler                                                   | CC Lausanne Olympique   | Sandrine Mercier, Laurence Morisetti, Laurence Bidaud, Skip Angela Lutz                                                 |
| 1995 | CC St. Moritz           | Peter Eggenschwiler/Rolf Iseli, Reto Ziegler, Skip Andreas Schwaller, Christof Schwaller                          | Leukerbad               | Claudia Biner/Inger Müller, Madlaina Breuleux, Selina Breuleux, Skip Graziella Grichting                                |
| 1996 | CC Lausanne Olympique   | Stephan Keiser/Diego Perren, Daniel Gutknecht, Patrik Loertscher, Skip Patrick Hürlimann                          | CC Lausanne Nestlé      | Sahel Rieser/Barbara Schenkel, Sylvie Meillaud, Corinne Anneler, Skip Caroline Gruss                                    |
| 1997 | CC Ysfäger Basel        | Tobias Treyer/Fabian Burckhardt, Damian Grichting, Markus Widmer, Skip Patrick Netzer                             | CC Bern                 | Annina von Planta/Marianne Flotron, Caroline Balz/Fränzi von Känel, Manuela Kormann, Skip Mirjam Ott                    |
| 1998 | CC St. Moritz           | Rolf Iseli, Reto Ziegler, Marc Haudenschild, Skip Christof Schwaller                                              | CC Zug                  | Annick Lusser/Sandra Arnold, Madlaina Breuleux, Selina Breuleux, Skip Cristina Lestander                                |
| 1999 | CC Lausanne Olympique   | Diego Perren/Patrik Loertscher, Martin Romang, Dominic Andres, Skip Patrick Hürlimann                             | CC Bern                 | Nadia Raspe/Andrea Stöckli, Tanja Frei-Zürcher, Nicole Strausak, Skip Luzia Ebnöther                                    |
| 2000 | CC Touring Biel-Bienne  | Marco Ramstein/Roland Moser, Damian Grichting, Markus Eggler, Skip Andreas Schwaller                              | CC Solothurn Wengi      | Vera Heuer/Yvonne Schlunegger, Sybil Bachofen, Carmen Küng, Skip Nadja Heuer                                            |
| 2001 | CC Lausanne Olympique   | Diego Perren/Patrik Loertscher, Martin Romang, Dominic Andres, Skip Patrick Hürlimann                             | CC Zug                  | Jeannine Probst/Tanja Bongni, Christina Schönbächler, Andrea Stöckli, Skip Manuela Kormann                              |
| 2002 | CC St. Galler Bär       | Michael Bösiger/Simon Strübin, Pascal Sieber, Claudio Pescia, Skip Ralph Stöckli                                  | CC Bern                 | Bianca Röthlisberger/Anita Jäggi, Madlaina Breuleux, Skip Nicole Strausak, Selina Breuleux                              |
| 2003 | CC Ysfäger Basel        | Skip Bernhard Werthemann, Thomas Lips, Thomas Hoch, Daniel Widmer/Stefan Traub                                    | CC Bern AAM             | Skip Luzia Ebnöther, Carmen Küng, Tanya Frei-Zürcher, Nadia Röthlisberger                                               |
| 2004 | CC Baden Regio 1 GATE   | Skip Andreas Schwaller, Christoph Schwaller, Marco Ramstein, Roland Moser, Markus Rindlisbacher                   | CC Flims                | Skip Mirjam Ott, Binia Beeli, Brigitte Schori, Michèle Knobel, Andrea Stöckli                                           |
| 2005 | CC St. Galler Bär       | Skip Ralph Stöckli, Claudio Pescia, Pascal Sieber, Marco Battilana, Simon Strübin                                 | CC Dübendorf            | Skip Silvana Tirinzoni, Sandra Attinger, Anna Neuenschwander, Esther Neuenschwander, Martina von Arx                    |
| 2006 | CC Baden Regio          | Skip Andreas Schwaller, Andreas Hänni, Thomas Lips, Damien Grichting                                              | CC Flims                | Skip Mirjam Ott, Binia Beeli, Valeria Spälty, Michèle Moser                                                             |
| 2007 | CC Basel Regio          | Skip Ralph Stöckli, Jan Hauser, Markus Eggler, Simon Strübin                                                      | CC Dübendorf            | Skip Silvana Tirinzoni, Anna Neuenschwander, Esther Neuenschwander, Sandra Attinger                                     |
| 2008 | CC St. Galler Bär       | Skip Claudio Pescia, Patrick Hürlimann, Pascal Sieber, Marco Battilana, Mario Freiberger                          | CC Davos                | Skip Mirjam Ott, Carmen Schäfer, Valeria Spälty, Janine Greiner                                                         |
| 2009 | CC Basel Regio          | Skip Ralph Stöckli, Jan Hauser, Markus Eggler, Simon Strübin, Damian Grichting                                    | CC Davos                | Skip Mirjam Ott, Carmen Schäfer, Valeria Spälty, Janine Greiner                                                         |
| 2010 | CC St. Moritz           | Skip Stefan Karnusian, Christof Schwaller, Robert Hürlimann, Rolf Iseli, Dominic Andres                           | CC Flims                | Skip Binia Feltscher, Corinne Bourquin, Sibille Bühlmann, Sandra Ramstein, Yvonne Schlunegger, Heike Schwaller          |
| 2011 | CC St. Moritz           | Skip Christof Schwaller, Marco Ramstein, Robert Hürlimann, Urs Eichhorn, Rolf Iseli, Dominic Andres, Michael Reid | CC Davos                | Skip Mirjam Ott, Carmen Schäfer, Carmen Küng, Janine Greiner                                                            |
| 2012 | GC Zürich               | Skip Toni Müller, Jan Hauser, Marco Ramstein, Jürg Bamert                                                         | CC Davos                | Skip Mirjam Ott, Carmen Schäfer, Carmen Küng, Janine Greiner                                                            |
| 2013 | CC Adelboden            | Skip Sven Michel, Claudio Pätz, Sandro Trolliet, Simon Gempeler, Romano Meier                                     | CC Aarau                | Skip Silvana Tirinzoni, Marlene Albrecht, Esther Neuenschwander, Sandra Gantenbein, Anna Neuenschwander, Andrea Marx    |
| 2014 | CC Genève               | Skip Peter de Cruz, Benoît Schwarz, Dominik Märki, Valentin Tanner, Claudio Pescia, Simon Strübin, Claudio Pescia | CC Flims                | Skip Binia Feltscher, Irene Schori, Franziska Kaufmann, Christine Urech, Carole Howald, Corinne Bourquin, Gaudenz Beeli |
| 2015 | CC Bern                 | Skip Marc Pfister, Enrico Pfister, Reto Keller, Raphael Märki, Roger Meier, Michael Bösiger, Pius Matter          | CC Baden Regio          | Skip Alina Pätz, Nadine Lehmann, Marisa Winkelhausen, Nicole Schwägli, Mirjam Ott                                       |
| 2016 | CC Adelboden            | Skip Sven Michel, Marc Pfister, Enrico Pfister, Simon Gempeler, Robert Hürlimann                                  | CC Flims                | Skip Binia Feltscher, Irene Schori, Franziska Kaufmann, Christine Urech, Vanessa Tonoli                                 |
| 2017 | CC Genève               | Skip Benoît Schwarz, Claudio Pätz, Peter De Cruz, Valentin Tanner, Claudio Pescia                                 | CC Baden Regio          | Skip Alina Pätz, Nadine Lehmann, Marisa Winkelhausen, Nicole Schwägli, Mirjam Ott                                       |
| 2018 | CC Adelboden            | Skip Marc Pfister, Enrico Pfister, Raphael Märki, Simon Gempeler, Robert Hürlimann, Reto Keller                   | CC Flims                | Skip Binia Feltscher-Beeli, Irene Schori, Franziska Kaufmann, Carole Howald, Michelle Gribi                             |
| 2019 | CC Genève               | Skip Peter De Cruz, Benoît Schwarz, Sven Michel, Valentin Tanner, Claudio Pätz                                    | CC Aarau                | Skip Silvana Tirinzoni, Alina Pätz, Esther Neuenschwander, Melanie Barbezat, Marisa Winkelhausen                        |
| 2020 | CC Bern Zähringer       | Skip Yannick Schwaller, Michael Brunner, Romano Meier, Marcel Käufeler                                            | CC Oberwallis           | Skip Elena Stern, Briar Hürlimann, Lisa Gisler, Céline Koller, Christine Urech                                          |
| 2021 | CC Genève               | Skip Peter De Cruz, Benoît Schwarz, Sven Michel, Valentin Tanner                                                  | CC Aarau                | Skip Silvana Tirinzoni, Alina Pätz, Esther Neuenschwander, Melanie Barbezat, Marlene Albrecht                           |
| 2022 | CC Genève               | Skip Yannick Schwaller, Michael Brunner, Romano Meier, Marcel Käufeler, Martin Rios                               | CC Aarau                | Skip Silvana Tirinzoni, Alina Pätz, Esther Neuenschwander, Melanie Barbezat                                             |